# جائزة أستراليا الكبرى 1948
جائزة أستراليا الكبرى 1948 هو سباق فورمولا 1 أقيم بتاريخ 26 يناير 1948 في فيكتوريا.